# Gut Moor
Gut Moor, Hamburg-Gut Moor — dzielnica miasta Hamburg w Niemczech, w okręgu administracyjnym Harburg.  
1 kwietnia 1937 na mocy ustawy o Wielkim Hamburgu włączony w granice miasta.